# Agylloides obscurella
Agylloides obscurella là một loài bướm đêm thuộc phân họ Arctiinae, họ Erebidae.